# Xã Richland, Quận Butler, Kansas
Xã Richland (tiếng Anh: Richland Township) là một xã thuộc quận Butler, tiểu bang Kansas, Hoa Kỳ. Năm 2010, dân số của xã này là 2.568 người.